# LMYK
LMYK（エルエムワイケー）は、日本のシンガーソングライター。生年月日などプロフィールの詳細は明かしていない。所属レーベルはエピックレコードジャパン。

## 来歴
ニューヨークの大学に在学中、3年生の時に音楽活動を始める。1年目はアコースティックギターの弾き語りでオープンマイクを回り、2年目の終わり頃からLogic Proを用いた演奏も始めた。
音楽活動を始めて2年ほど経った頃、子供のころからの友人の紹介で宇多田ヒカルのディレクターと出会い、デビューへと動き出す。
2020年11月6日、デジタルシングル「Unity」で前触れもなくメジャーデビュー。エピックレコードジャパンの「Office RIA」所属。(他、宇多田ヒカルと小袋成彬が所属)「Unity」は、デビュー翌日に日本で公開となった中国のアニメ映画「羅小黒戦記 ぼくが選ぶ未来」日本語吹替版主題歌に起用された。楽曲には、アメリカのヒットプロデューサーチーム・ジャム&ルイスが、自らプロデューサーを申し出て務めた。
11月7日、オフィシャルYouTubeチャンネルにて、初パフォーマンスを披露。デビュー曲「Unity」、リリース前の「ソラカラ」、瑛人「香水」の英語カバーの3曲を披露した。映像はソニーの次世代映像システム「Warp Square（ワープスクエア）」を使って撮影された。
2021年8月11日、新曲「0（zero）」を配信リリース。「0（zero）」は、テレビアニメ「ヴァニタスの手記」のエンディング・テーマに起用され、同アニメの海外配信用に英語バージョンも制作された。同日、YouTubeで映像作家・井手内創が手がけた、日本語、英語それぞれのミュージック・ビデオも公開された。楽曲のプロデュースは、前作に続いてジャム&ルイスが担当した。
8月27日、「0（zero）」のリミックスバージョン6トラックを配信リリース。リミックスはイギリスのDJ、プロデューサーであるRoyal-TとSon Of 8が手がけた。
9月8日には、期間生産限定盤としてアニメ絵柄のジャケットによるCDシングル「0（zero）」を発売。このCDシングルにはデビュー曲の「Unity」も収録されている。
2023年10月4日、テレビアニメ『め組の大吾 救国のオレンジ』エンディングテーマに起用された新曲「Perfect World」を先行配信。その後、11月8日にはCD+DVDの期間生産限定盤としてフィジカルリリースした。また同日に「め組の大吾 救国のオレンジ」の本編映像を使用した別バージョンのミュージック・ビデオも自身のYouTubeチャンネルで公開した。
2024年7月20日、テレビアニメ『ばいばい、アース』エンディングテーマとして書き下ろした「I LUV U 2」を配信リリース後、8月7日に期間生産限定盤（CD+BD）として発売。

## 人物
アーティスト名「LMYK」は、本名のイニシャル。デビューするときに、ディレクターに提案されたという。本人はこのアーティスト名について「性別はもちろん、ひとりなのか大人数なのかも分からないようにあえてそうしたところもあります。最初は本名でやろうと思っていたんですけど、作っている音楽と合わない気がしてこういう表記にしました。私には馴染みのある4文字だし、“エルエムワイケー”って意外と日本語でも言いやすいので。」と語っている。
ドイツ人の父と日本人の母を持つ。父はマライア・キャリー、ボーイズIIメン、ホイットニー・ヒューストン、母は松田聖子が好きだった影響で、小さい頃から音楽が好きだった。当時は、インターナショナルスクールの幼稚園に通っていた。その頃はまだ日本語しか話せず、小学校に上がって英語もわかるようになったという。学校に通い始めてからは、ビートルズやカーペンターズ、スパイス・ガールズ、バックストリート・ボーイズなど、流行りのアーティストの楽曲を聴き始めるようになった。また、V6の「愛なんだ」が大好きで、当時8cmシングルを買ったという。小さい頃は、大人しくて、恥ずかしがり屋で、人見知りな性格だった。小学校時代はスポーツ好きで、バスケットボール好きは今も変わらないという。他に、ひとり遊びやもの作りも好きで、当時について「自分に"しか"作れないものに、すごくワクワクしていた」とインタビューで語った。
楽器は、6歳の頃からピアノのレッスンに通っていたが、小学3年生の頃に打楽器に惹かれ、「もっと暴れることをやりたい、とにかく叩きたい」と思い音楽教室でドラムを習い始めた。高校入学後もドラムを続け、17歳の時に、姉が習っていたアコースティックギターを自身も弾き始めるようになった。曲作りを始めたのはこの頃で、きっかけは玉置浩二の楽曲を聴いたことだった。ニューヨークの大学に進学し、3回生時に「やっぱり自分は歌うのが好き」と気づき、念願のボーカルレッスンに通い始める。そこで、ボーカルの先生に「曲は書かないの？」と聞かれ、本格的に曲作りを始めるようになった。
前述の通り、バスケットボールが好きで、現在も地域の体育館や公園のフープで遊ぶという。現在好きなアーティストはソランジュ、ジェイムズ・ブレイク、イージ。ポップスを聴いて育ったが、特に宇多田ヒカルには、歌詞やそれ以外の部分で共感するものがあったといい、10歳の頃からずっと聴き込んでいたアルバム『First Love』は自身のルーツにあると語った。
人生のモットーは、「You are the universe」と「See it big, keep it simple」。

## ディスコグラフィ

### シングル

#### CDシングル
|     | 発売日        | タイトル      | チャート最高位 | 収録アルバム | 備考           |
| --- | ------------- | ------------- | -------------- | ------------ | -------------- |
| 1st | 2021年9月8日  | 0（zero）     | -              | DESSERTS     | 完全生産限定盤 |
| 2nd | 2023年3月1日  | Without Love  | -              | DESSERTS     |                |
| 3rd | 2023年11月8日 | Perfect World |                |              | 期間生産限定盤 |
| 4th | 2024年8月7日  | I LUV U 2     |                |              | 期間生産限定盤 |

#### 配信限定シングル
|     | 配信開始日    | タイトル         | チャート最高位 | 収録アルバム |
| --- | ------------- | ---------------- | -------------- | ------------ |
| 1st | 2020年11月6日 | Unity            | -              | DESSERTS     |
| 2nd | 2021年8月11日 | 0（zero）        | -              | DESSERTS     |
| 3rd | 2021年8月27日 | 0（zero）REMIXES | -              | 未公表       |
| 4th | 2022年6月1日  | Square One       | -              | DESSERTS     |
| 5th | 2023年2月7日  | Without Love     | -              | DESSERTS     |
| 6th | 2023年10月4日 | Perfect World    |                |              |
| 7th | 2024年7月20日 | I LUV U 2        |                |              |

### アルバム
|     | 発売日        | タイトル | 規格品番  | 収録曲 | 備考 |
| --- | ------------- | -------- | --------- | --- | ---- |
| 1st | 2023年3月29日 | DESSERTS | ESCL-5755 | 1. 0(zero) 2. Unity 3. It’s so fun 4. Without Love 5. ソラカラ 6. Little bit lonely 7. Smiley 8. Tendency 9. Nature-Nature 10. Weak 11. Square One 12. I’ll take it |      |

## タイアップ
| 曲名          | タイアップ                                                            |
| ------------- | --------------------------------------------------------------------- |
| Unity         | アニメ映画「羅小黒戦記 ぼくが選ぶ未来」日本語吹替版エンディングテーマ |
| 0 (zero)      | テレビアニメ「ヴァニタスの手記」第1クールエンディングテーマ           |
| Without Love  | テレビアニメ「ヴィンランド・サガ」SEASON2エンディングテーマ           |
| Perfect World | テレビアニメ「め組の大吾 救国のオレンジ」第1クールエンディングテーマ  |
| I LUV U 2     | テレビアニメ『ばいばい、アース』エンディングテーマ                    |

## 出演イベント
- 2021年10月08日 - FM802 MINAMI WHEEL 2021
- 2021年10月09日 - J-WAVE INNOVATION WORLD FESTA 2021 supported by CHINTAI
- 2021年12月29日 - RADIO GIGA 令和03
- 2021年12月30日 - HOPE! 2021
- 2022年08月21日 - SUMMER SONIC 2022
- 2023年01月21日 - 「Invitation to TRIAL GATE Vol.4」
- 2023年03月31日 - HOPE!2023 -tokyo春-
- 2023年04月06日 - HOPE!2023 -osaka春-